# Csobánka

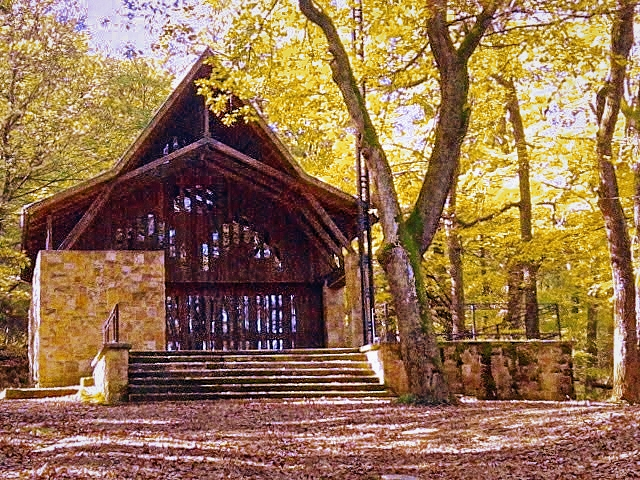
Csobánka-Szentkút kápolnája

Csobánka község (szerbül: Чобанка, németül: Tschowanka) Pest vármegyében, a Szentendrei járásban, a budapesti agglomerációban. A település az Országos Kéktúra 15-ös számú szakaszának útvonalán fekszik.

## Fekvése

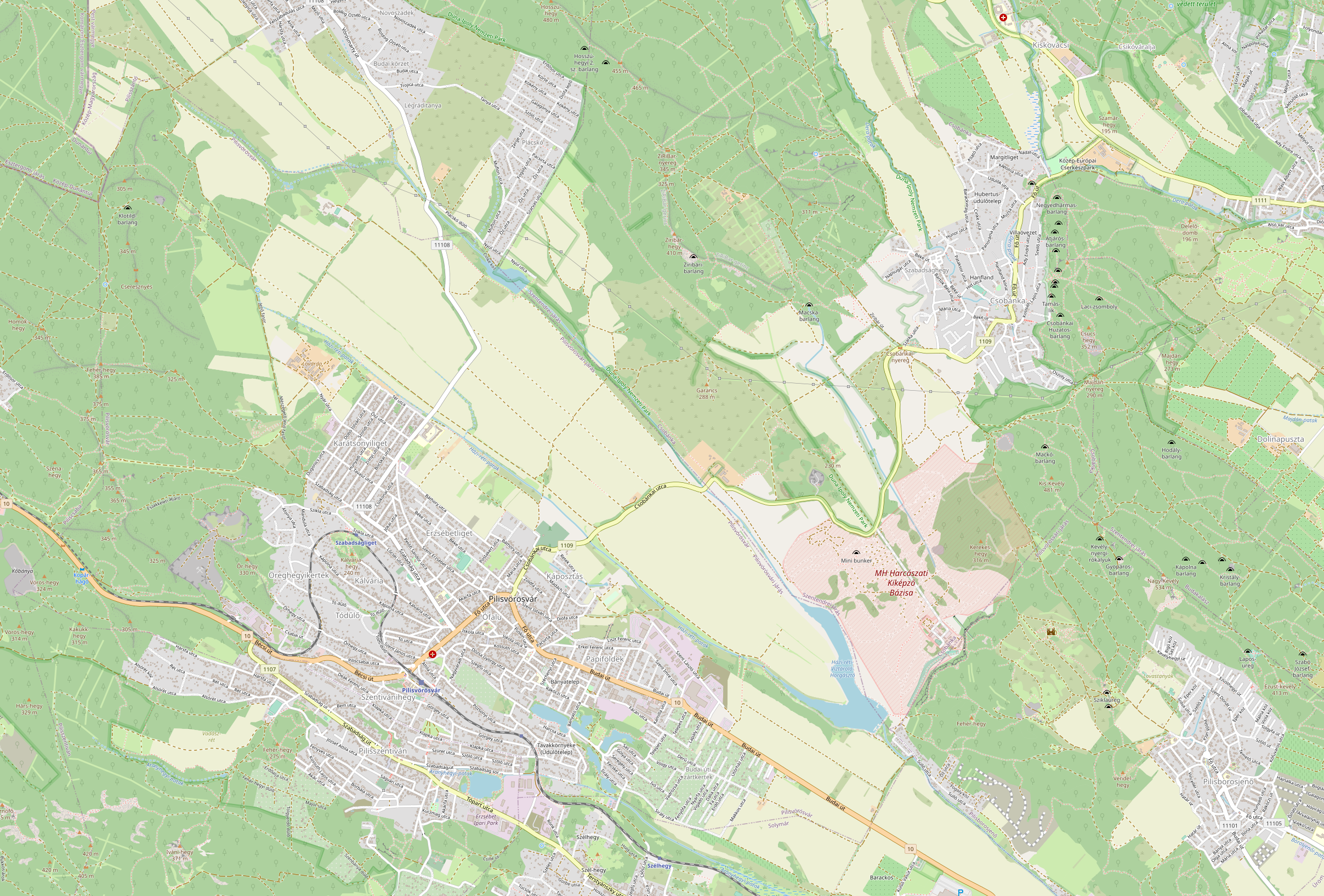
Csobánka és Pilisvörösvár térképe

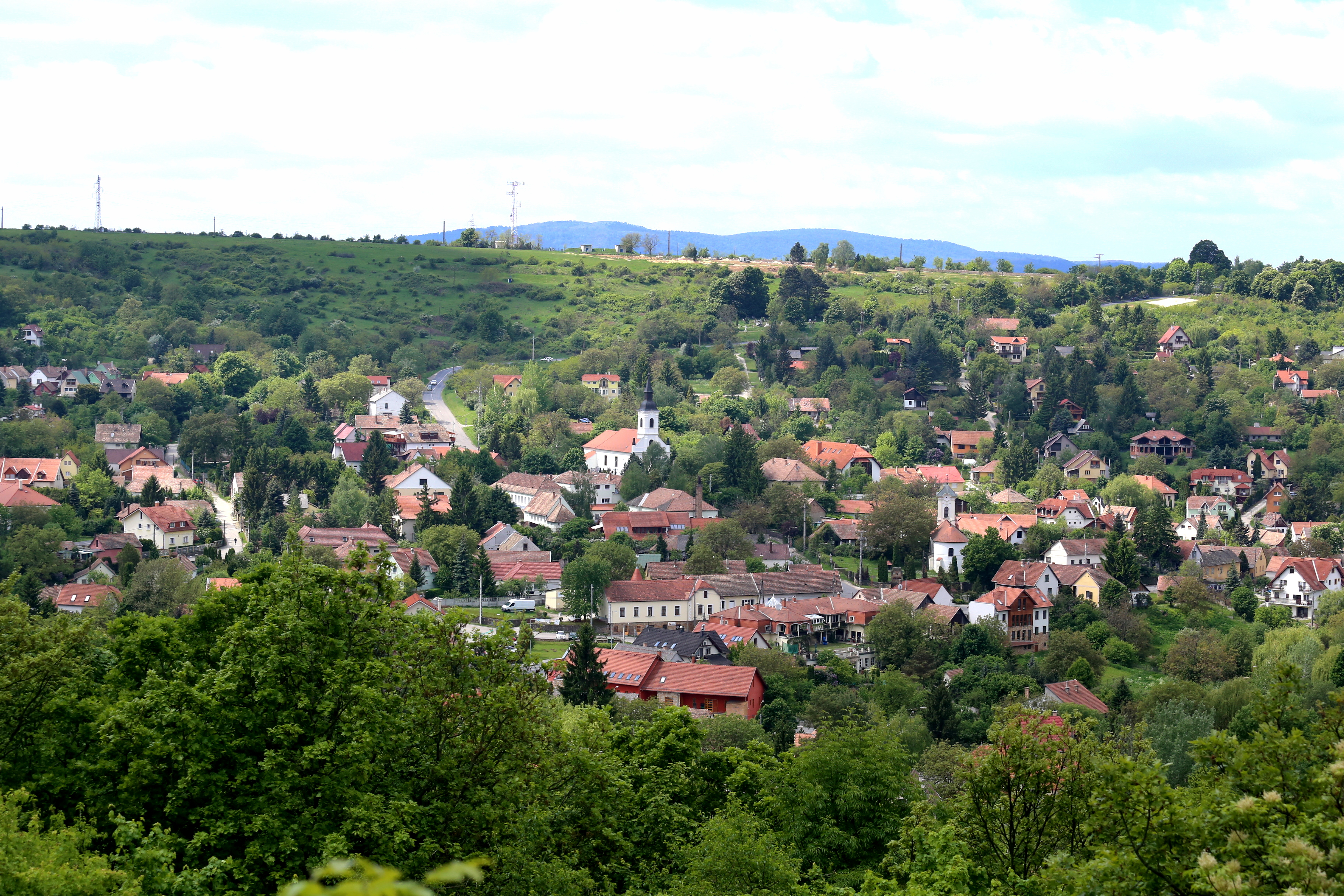
Csobánka látképe az Oszoly-csúcs felől

A település a 328 méteres Oszoly-csúcs, a 352 méteres Csúcs-hegy, a 488 méteres Kis-Kevély, a Csobánkai-nyereg és a 470 méteres Hosszú-hegy határolta medencében fekszik, mely észak-északnyugati irányból nyitott. Bár a hűvösebb levegő beáramlása miatt itt pár fokkal mindig alacsonyabb a hőmérséklet, mint a környező településeken, de épp ennek köszönhető különleges szubalpin klímája, mely a légzőszervi betegségben szenvedőknek gyógyírt jelenthet.
Csobánkától északnyugatra emelkedik a Pilis földrajzi kistáj legmagasabb pontja, a Pilis hegy (757 méter), valamint a Dobogó-kő (700 méter).
A település központján keresztül folyik a 4,1 km hosszú Dera-patak, a község déli határvonalát pedig a Határ-réti-árok folyása jelöli ki. A Kovács(Dera)-patak a Pilist és a Visegrádi-hegységet választja el, vízgyűjtő területe 45 négyzetkilométer kiterjedésű medence Pilis-tető és Dobogókő között. Részben a község területéhez tartozik a duzzasztással kialakított Határréti-víztározó, amely horgászati és rekreációs célokat szolgáló, kedvelt kirándulóhely, valamint a Határ-réti-árok és a Házi-réti-patak összefolyásánál kialakított, jóval nagyobb alapterületű Háziréti-víztározó is, amely szintén egy horgásztó. Pilisszentkereszt határában található a Dera szurdok, vagy más néven a Dera patak szurdokvölgye (szerb nyelven a „dera” szó szakadékot jelent).

## Címere
"Csücskös talpú az aranypajzs, közepén lebegő, barna törzsű és gyökerű, zöldlombos fa. A pajzstalpon ívelt vonalú fekete domb. A pajzsot két oldalán egy-egy ezüst, virágzó hársfaág tartja."

## Megközelítése
Budapest irányából, Pomázon keresztül könnyen megközelíthető autóval, a H5-ös HÉV-vel és autóbusz járatokkal. A 855-ös számú elővárosi autóbusz a pomázi H5-ös HÉV állomásánál lévő autóbusz-állomás és Csobánka, Plandics tér között közlekedik. Kedvelt kirándulóhely. Csobánka belterületi részén az 1109-es út halad végig, amely a 10-es főútból ágazik ki Pilisvörösvár központjában és Csobánkán keresztül haladva a község északi szélén, a csobánkai elágazásnál az 1111-es útba torkollva ér véget. Pilisvörösvár vasútállomás felől a 856-os busz járata közlekedik Csobánkán keresztül Pomázra. A 861-es számú elővárosi autóbusz Pomáz-Csobánka-Pilisszentkereszt útvonalon közlekedik.

## Története
A település neve az iráni "suban" szóra vezethető vissza, amely pásztort jelent. A „csobán” szavunk a honfoglalás korára vezethető vissza. Ssubanus alakban már 1177 körül említi írott forrás. Legkorábban 1698. január 3-án írták le a település ma is használatos hivatalos nevét Pest vármegye adókivetési jegyzőkönyvében. A Csobánka név magyar, a -ka kicsinyítő képző is magyar.

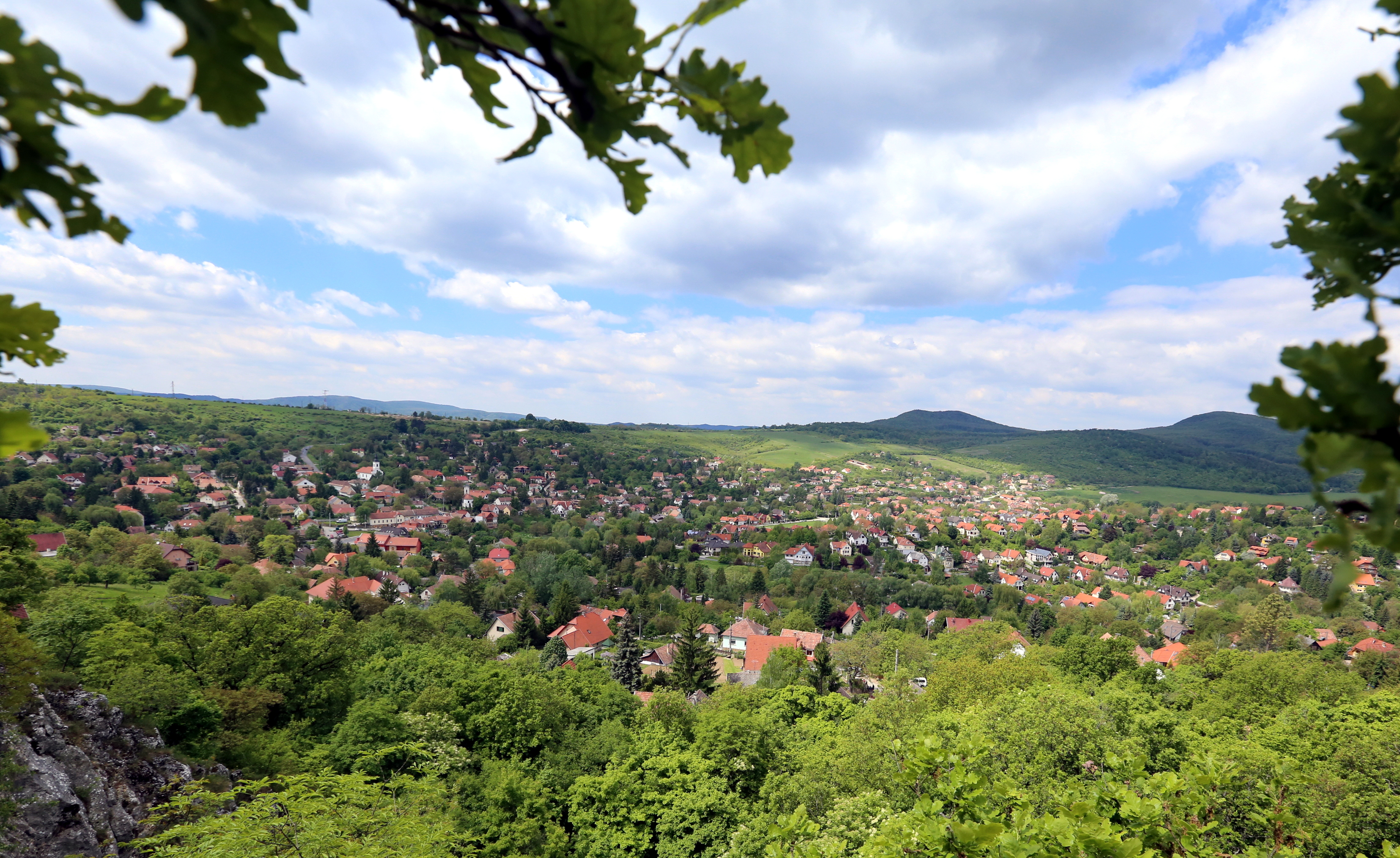
Csobánkai panoráma, „az erdő közvetlen szélén terül el e csinos tiszta falu”

A középkori alapítású, de valószínűleg kelta és római kori maradványokra épült Csobánka község és környéke – az egykori Borony – az őskortól lakott helyszín. Régészeti kutatások szerint kelta és római kori edényégető kemence, besimított és festett sávoskerámia is előkerült, és a csobánkai lelőhely déli részén épült a 2–3. századi villagazdaság. A római korból maradt ránk egy sírkődarab, amely a katolikus templom kertjében ma is látható.
A Csobánka, valamint a Borony név az Aba nemzetség egy-egy ágától származik. Az Árpád-kori Hont-Pázmány nemzetség itteni birtokai a 13. században a pilisi ciszterciek tulajdonába kerültek, s ezeken a földeken, éppen úgy, mint a szomszédos Pomázon, a szőlőkultúra virágzott századokon át. Lakossága a török időszakban csaknem teljesen elpusztult. 1661-től a település a felsővattai Wattay család birtokába került. Wattay Pál Pest-Pilis-Solt vármegye helyettes alispánja, majd fia János a vármegye kuruc alispánja igazgatta a falut. Benépesülése Nándorfehérvár 1690-es ostroma után bekövetkezett nagy török ellentámadást követően indult meg a délvidékről, ekkor Csernojevics Arzén szerb pátriárka vezetésével nagyszámú rác (szerb) népesség érkezett a török csapatok elől menekülve és közülük néhányat a császár menlevelével felruházva, a földbirtokosok hozzájárulásával, több környékbeli faluba, köztük a középkori Borony puszta területére is. A betelepülők szabad vallásgyakorlatot és adómentességet kaptak I. Lipót császártól. Ők lettek Csobánka második alapítói. A szerbek először pásztorkodással, később gyümölcs- és virágtermesztéssel foglalkoztak.
A többi nemzetiséget – így a dunai svábokat, a szlovákokat, a cigányokat – a 18. században telepítették le a faluba a Wattayak. A cigányok a 18. század elején az úgynevezett Cigány hegyen kezdtek letelepedni, majd később az erdőtulajdonos gazdák által adományozott, a Szentkúthoz vezető út melletti telkekre települtek.  Csobánkán 1760-ban tűnnek fel először cigány kovácsok és muzsikusok egy összeírásban. A 18. század elején már éltek svábok is Csobánkán, az 1725-ös összeírásban „Német Mihály molnár”-t név szerint is szerepeltetik. A Türingiából érkező német családok a század közepén ideköltöző magyarokkal együtt újjáépítették a török idők óta romokban álló mai ófalut. A szlovákok a század második harmadában települtek ide, családneveik 1736-ban jelennek meg egy összeírásban. A cigányság 1760 után talált otthonra a faluban, elődeik a kovácsmesterséget űzték. Híresek voltak a csobánkai és pomázi szegkovácsok, utóbbiak szövetkezetet is alakítottak. Az iparosodás hatására a lakatos szakma fokozatosan kiszorította a hagyományos szegkovács mesterséget, és a férfiak zöme gyárakban vállalt munkát.
1737-től Csobánka a Wattay család birtokában volt egészen a jobbágyság megszűnéséig. Az ortodox templom 1746-ban, a római katolikus templom 1833-tól 1856-ig épült.

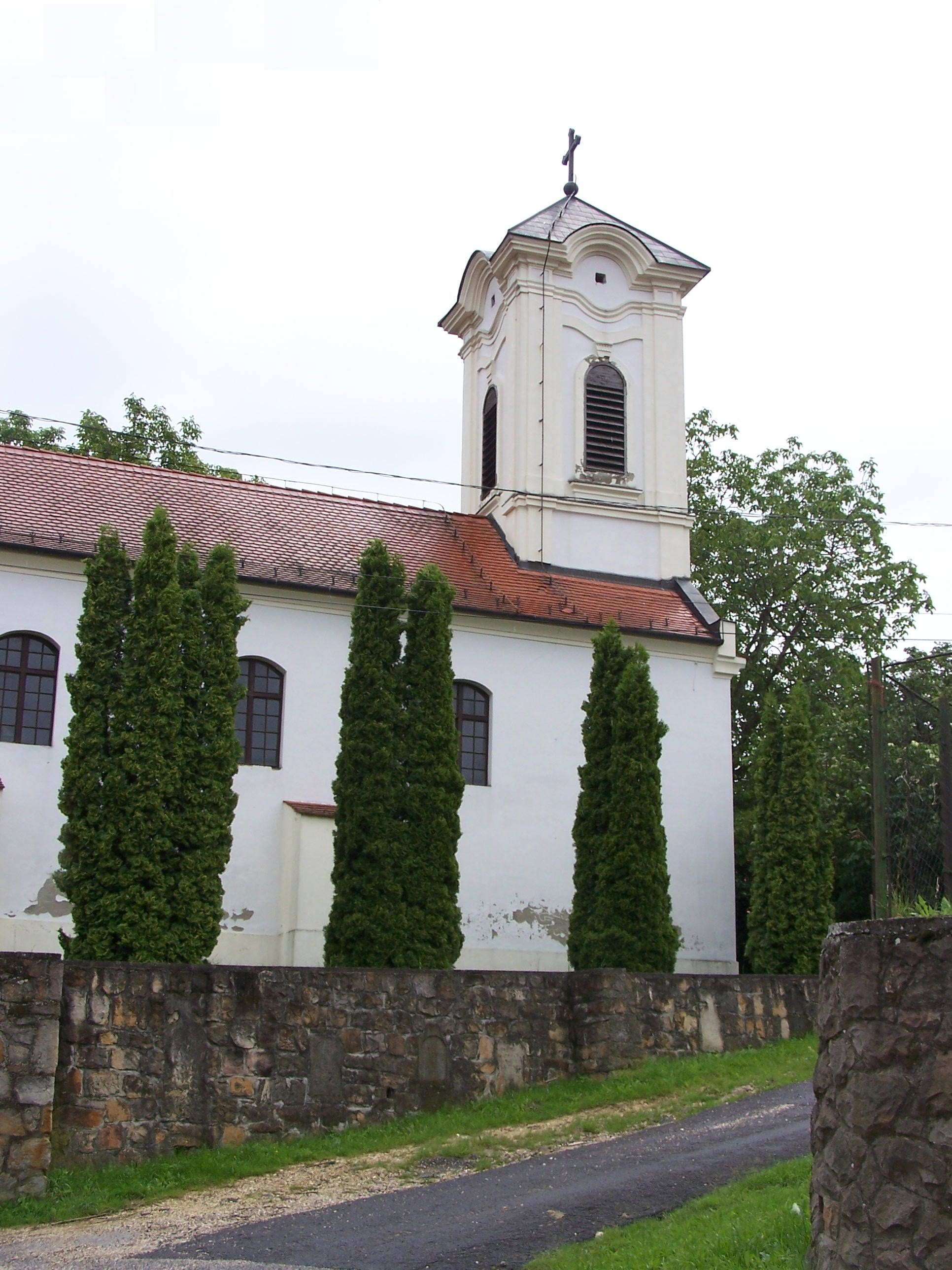
Szent Gábriel arkangyal Szerb Ortodox templom (6950. számú műemlék)

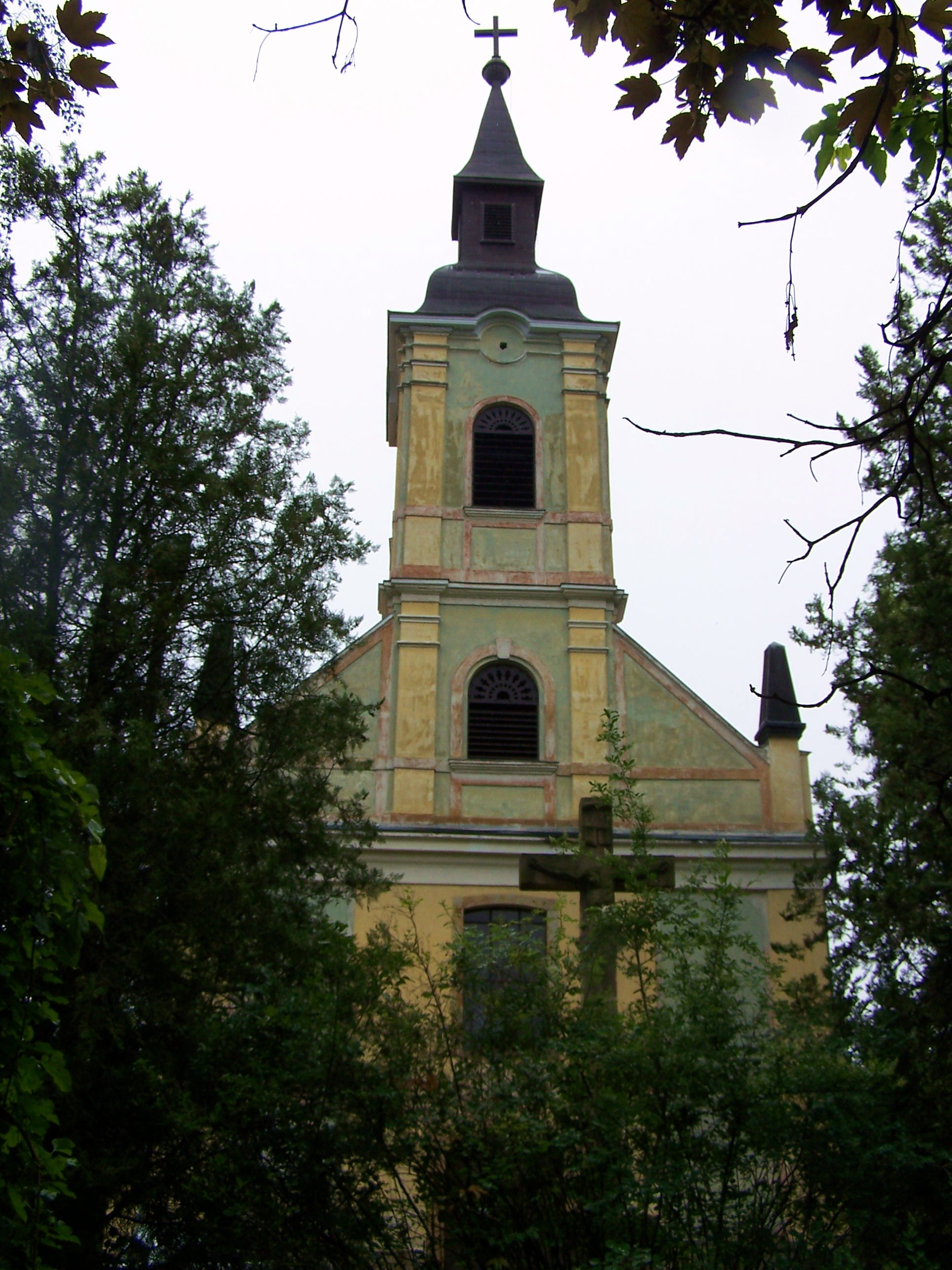
Szent Anna római katolikus templom 2010-ben (6952. számú műemlék)

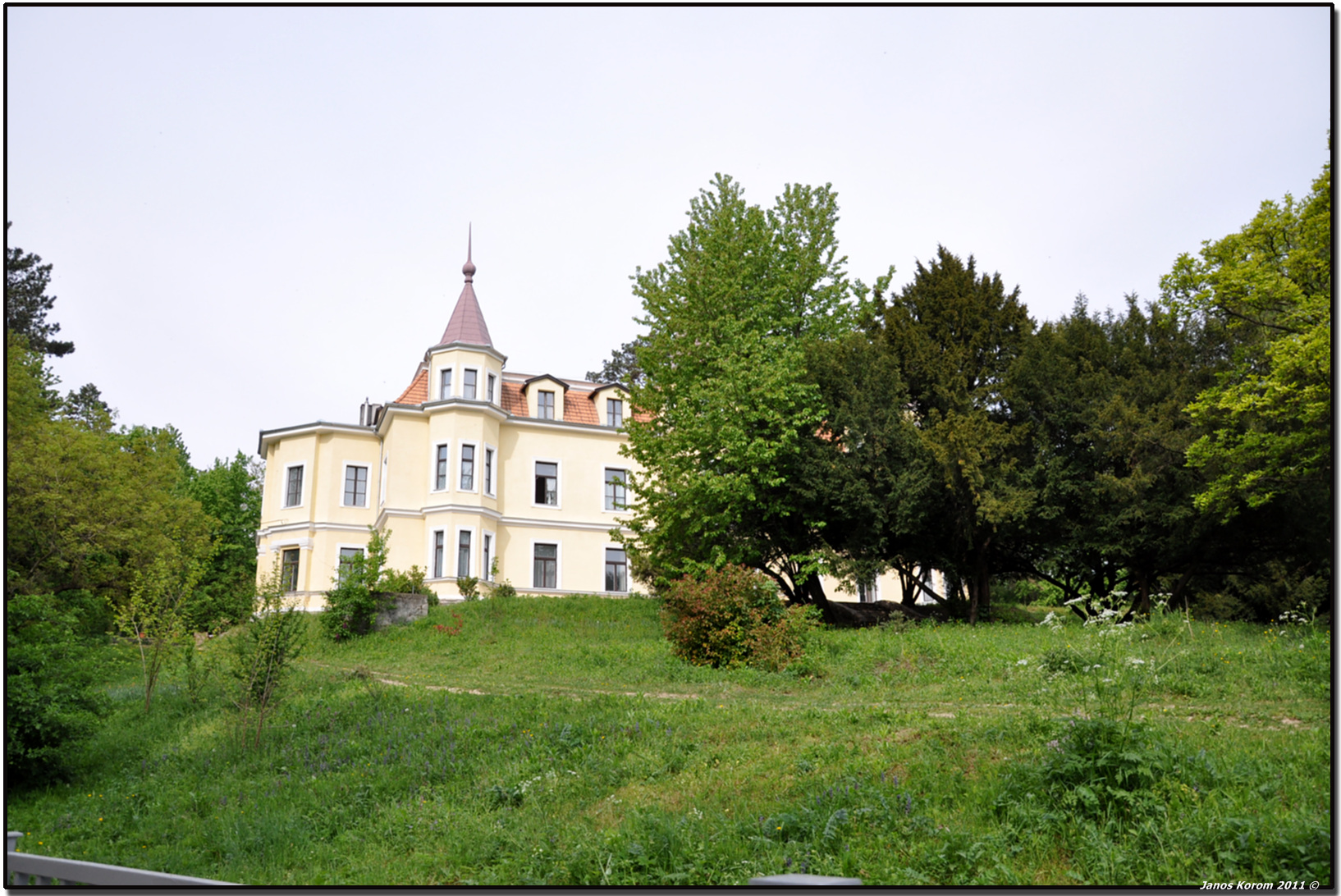
Margitligeti kastély

Az 1880-as évektől kedvelt kiránduló helye volt a fővárosi közönségnek. Ahogy 1891-ben a korabeli Turisták Lapja című folyóirat írta: „regényes sziklás hegyek aljában, az erdő közvetlen szélén terül el e csinos tiszta falu, mely a pomázi vasúti állomásról gyalog 5/4, kocsin fél óra alatt érhető el. [...] A csobánkai vendéglős Pomáz és Csobánka közt rendes társaskocsi-járatokat tart fenn: e kocsik hétköznapokon négyszer, vasárnap minden vonathoz közlekednek.” A 20.század elején jött létre a Csobánkához tartozó Szent Hubertus-nyaralótelep.
1910-ben Borovszky Samu országismertető sorozatának Pest-Pilis-Solt-Kiskun vármegye című kötetében így írt Csobánkáról: „Nagyközség 365 házzal, és 1739 németajkú, túlnyomóan r.kath. Vallású lakossal. Postája helyben van, távírója és vasúti állomása Pomáz. (...) Jelenleg gróf Teleki Tibornak van itt nagyobb birtoka. Hozzátartozik Garancs puszta és a Szent Hubertus nyaralótelep, Szentkút-kápolna és a Lourdes-i zarándokhelyen lévő barlang mintájára emelt építmény. E telep újabb keletű. Rendkívül kies fekvésű, díszes kápolnája dombtetőn áll. Gyűjtés útján épült 1904-ben. Az itt lakó művészek és építészek ingyen-munkával járultak hozzá. 1905-ben szentelték fel. Gróf Teleki Tibor erdejében, a Szentkút-kápolna mellett bugyog a forrás, melyhez búcsújárók zarándokolnak. E regényes fekvésű, egészséges telepen számos csinos nyaraló épült. Vannak itt barlangok is: az ú.n. Maczkó- és Kevélybarlang, továbbá kőbányák ahová a csobánkaiak munkába járnak”
A csobánkai Szent Hubertus-kápolna építői a csobánkai vadászegylet tagjai voltak 1903-ban, amelyet 1904-ben szenteltek fel. 1972-ben újjáépítették. Az ország egyik legelhanyagoltabb kápolnája ma kifosztva, lepusztult állapotban és kihasználatlanul áll a település területén, a Kápolna dombon. 1911-ben alapították meg a Csobánkai Szépítő Egyesületet. A Szentkút forrásvizének gyógyító erejéről legendák szóltak, híre volt a németül Fieberbründl néven nevezett forrásnak. Eredetileg az ortodox szerbek búcsújáró helye volt. Egy legenda szerint a Pilis erdőségében nyáját legeltető pásztornak megjelent a Szűzanya, karján a kis Jézussal. A látomás után a csobánkaiak ittak a forrásból és csodás gyógyulások történtek. Ennek hatására indult a búcsújárás. Katolikus kultusza német eredetű. 1844-ben kápolna épült a forrásnál, amit Sarlósboldogasszony napján (július 2.) szenteltek fel. A Mária jelenést követően kapta a zarándokoktól a Máriakút vagy Szentkút nevet. Vajkai Aurél etnográfus az 1942-ben megjelent dunántúli népi orvoslásról szóló könyvében megjegyzi, hogy „Csobánka. A szent kút vize női bajok, gyermekbetegségek ellen használatos. (...) Fákra aggatott rongyokat egyedül a pestmegyei Csobánkán találtam, igaz, itt annál többet. Csobánka búcsújáróhelye nem régi keletű. A leírások szerint 1840 táján a környéken lázas megbetegedés lépett fel járványszerűleg; a betegek közül sokan ittak a közeli forrás vizéből, mire meggyógyultak. A forrást Láz-kutacskának (Fieber-Bründl) nevezték el. 1842-ben egy pásztor Máriát és Jézust pillantja meg a forrásban (Maria-Brüyidl), azóta búcsúhely.”
1913-ban a forrás felett az Óbudai Dohánygyár munkásnői Lourdes-i barlangot emeltettek és már az 1930-as években 11 kis, hálaszavakat tartalmazó márványtábla díszítette. A zarándokok ájtatosságot végeztek a kápolnában, a lourdes-i grotta mintájára készült barlangnál, a keresztek előtt vagy a Mária-képet tartó oszlop előtt. Napjainkban is látogatott római katolikus búcsújáróhely, melynek fő búcsúja  július elején, Sarlós Boldogasszony napján van.
A falu szerb lakosainak nagy része a történelem során 1920, majd 1945 után áttelepült az akkori Jugoszláviába, a helybéli svábokat – 1310 főt – a potsdami konferencia határozatának XIII. cikkelye szerint, 1946. március 15-16-án kitelepítették a németországi Baden-Württemberg tartomány legészakibb városába Wertheimbe. A helyükbe áttelepített felvidéki magyarok, az Alföldről magyar jászladányiak és csángó-magyar beköltözők érkeztek.
1946 decemberében református imaházat szentelteltek fel a községben dr. Ecsedi Aladár akkori esperes szolgálatával. A csobánkai Baptista Gyülekezet 2003-ban szerveződött gyülekezetté.

## Közélete

### Polgármesterei
- 1990–1994: Kajtor János (független)[28]
- 1994–1998: Dr. Bodor György (független)[29]
- 1998–2002: Török István (független)[30]
- 2002–2006: Török István (független)[31]
- 2006–2010: Török István (független)[32]
- 2010–2014: Winkler Sándor Józsefné (KDNP)[33]
- 2014–2019: Winkler Sándor Józsefné (Fidesz-KDNP)[34]
- 2019–2024: Völgyes József (független)[35]
- 2024– : Völgyes József (független)[1]

## Népesség
A település népességének változása:
| Lakosok száma | 3178 | 3161 | 3189 | 3206 | 3274 | 3335 | 3550 | 3562 | 3609 | 3580 |
|               | 2013 | 2014 | 2015 | 2016 | 2017 | 2018 | 2021 | 2022 | 2023 | 2024 |

A 2011-es népszámlálás során a lakosok 90,6%-a magyarnak, 14,7% cigánynak, 4,2% németnek, 0,5% románnak, 1,2% szerbnek, 1,2% szlováknak mondta magát (9,1% nem nyilatkozott; a kettős identitások miatt a végösszeg nagyobb lehet 100%-nál). A vallási megoszlás a következő volt: római katolikus 35,3%, református 8,7%, evangélikus 1%, görögkatolikus 0,3%, felekezeten kívüli 18,4% (33,6% nem nyilatkozott).
2022-ben a lakosság 86,7%-a vallotta magát magyarnak, 7,1% cigánynak, 2,4% németnek, 1,4% szlováknak, 1,2% szerbnek, 0,2-0,2% ukránnak, lengyelnek és románnak, 0,1-0,1% szlovénnek, örménynek, görögnek és bolgárnak, 5,4% egyéb, nem hazai nemzetiségűnek (12,9% nem nyilatkozott; a kettős identitások miatt a végösszeg nagyobb lehet 100%-nál). Vallásuk szerint 27,9% volt római katolikus, 8,1% református, 0,9% evangélikus, 0,8% ortodox, 0,6% görög katolikus, 0,1% izraelita, 0,8% egyéb keresztény, 0,4% egyéb katolikus, 15,6% felekezeten kívüli (44% nem válaszolt).

## Nevezetességei

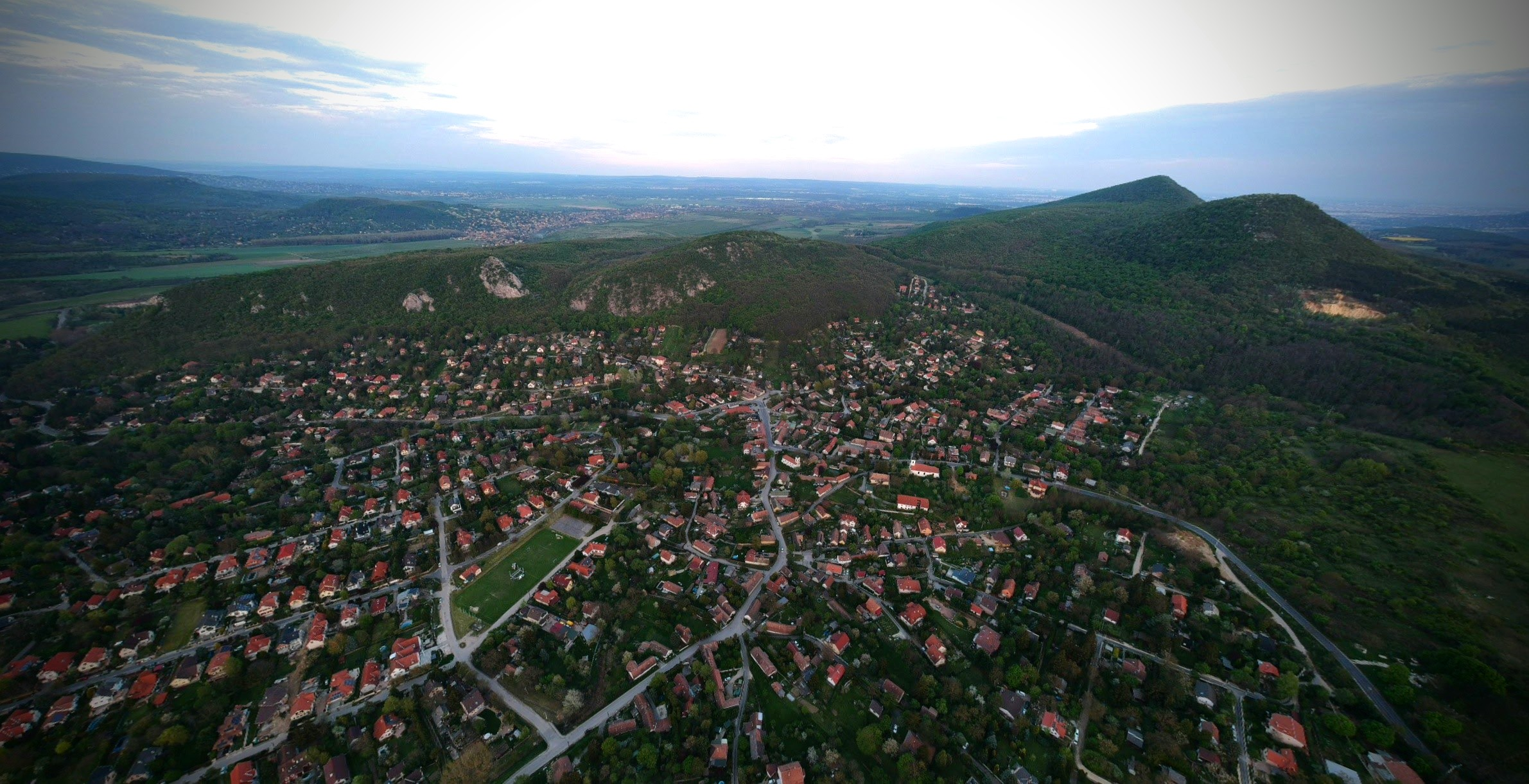
Csobánka és az Oszoly madártávlatból

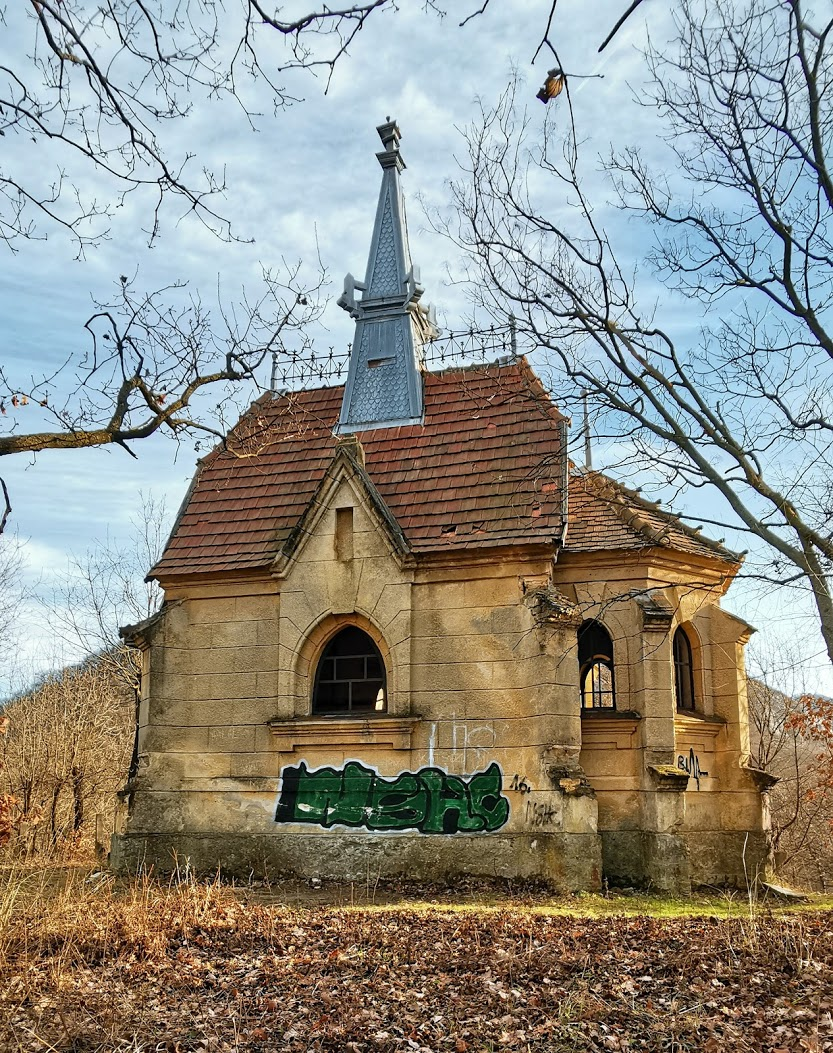
Az 1904-ben felszentelt, mára már lepusztult, neogótikus stílusú Szent Hubertus-kápolna épülete

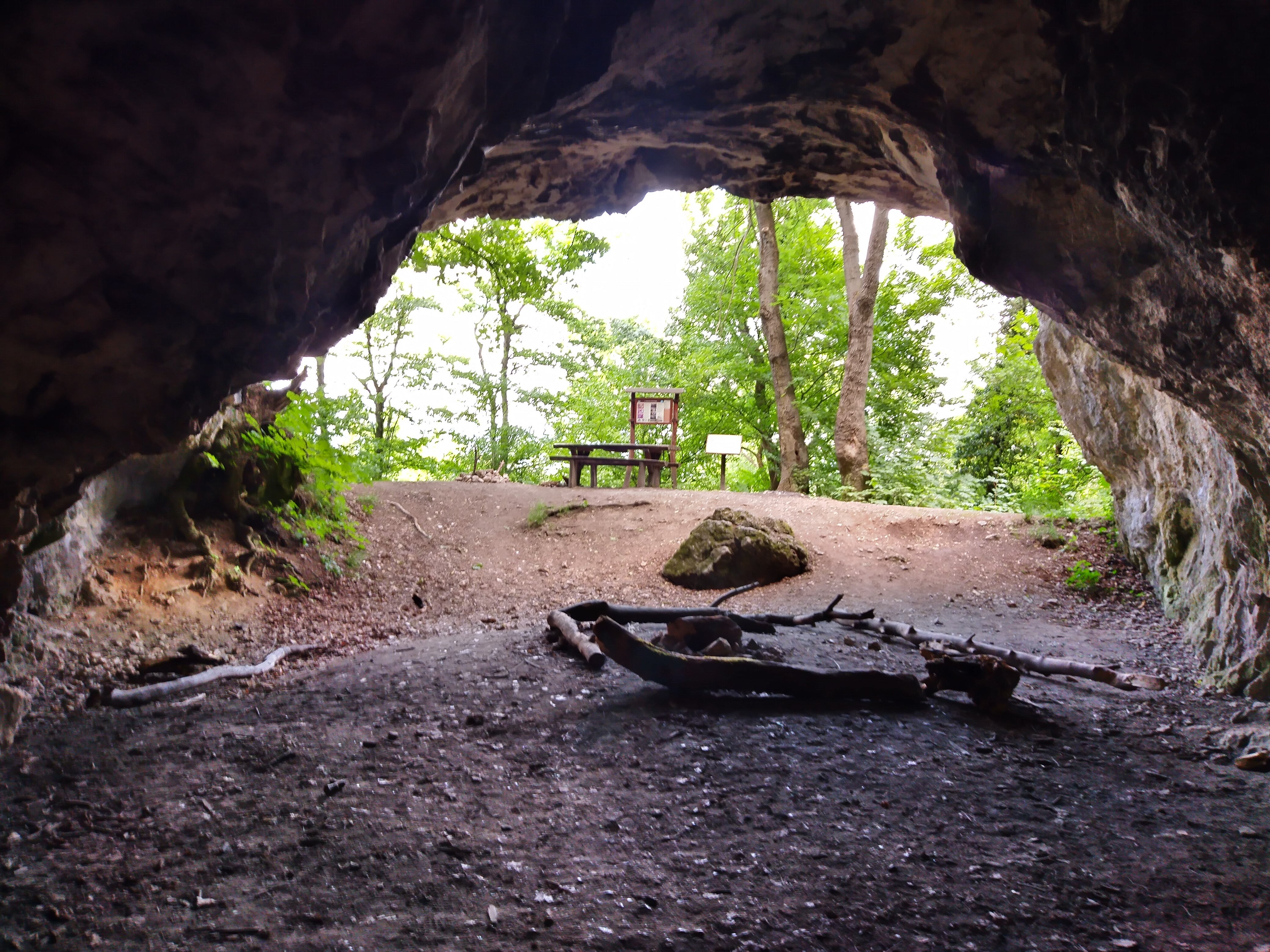
A Kis-kevélyi-barlang (Mackó barlang) bejárata

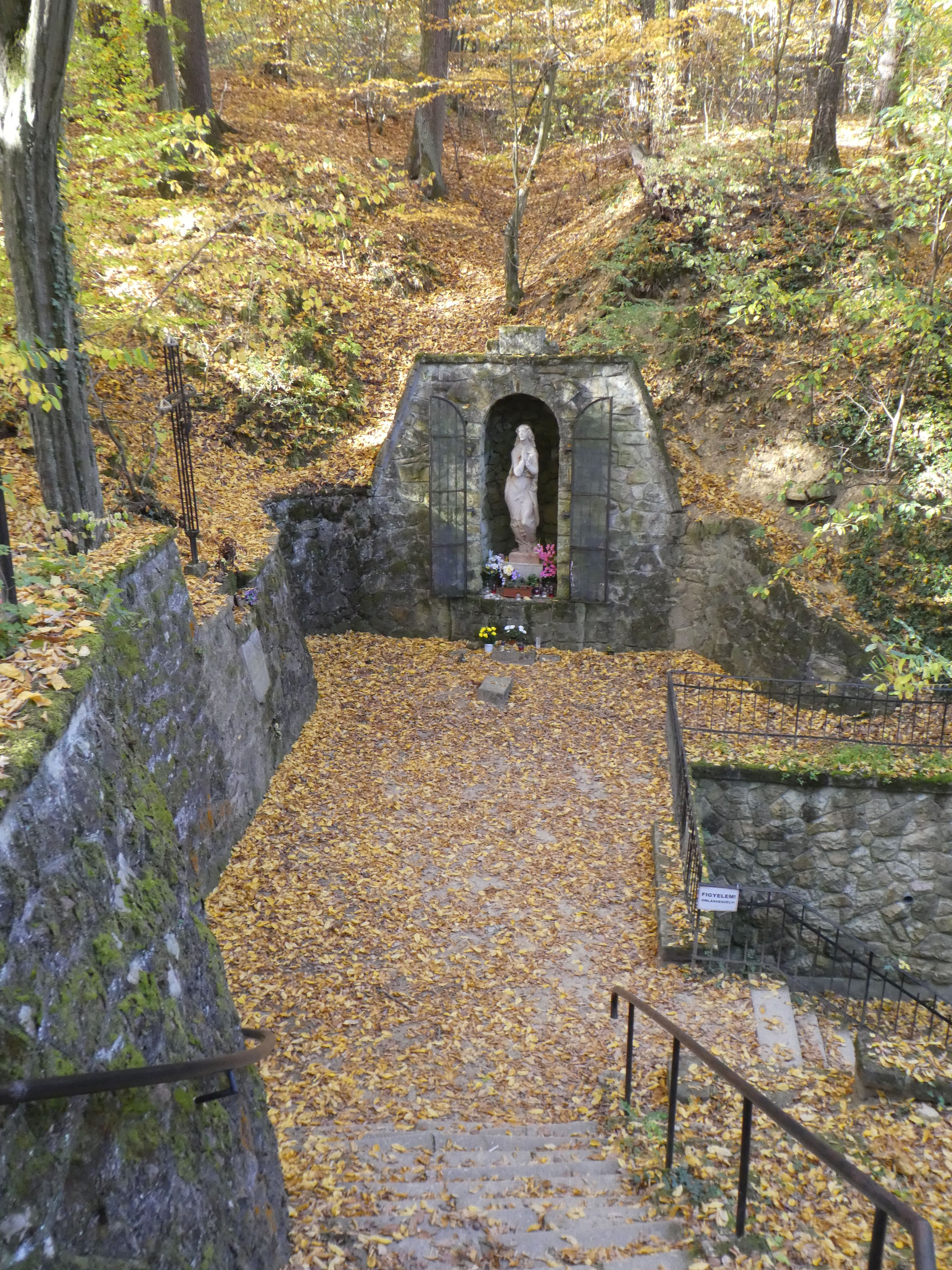
A Szent-kút forrás Sarlós Boldogasszony tiszteletét őrzi

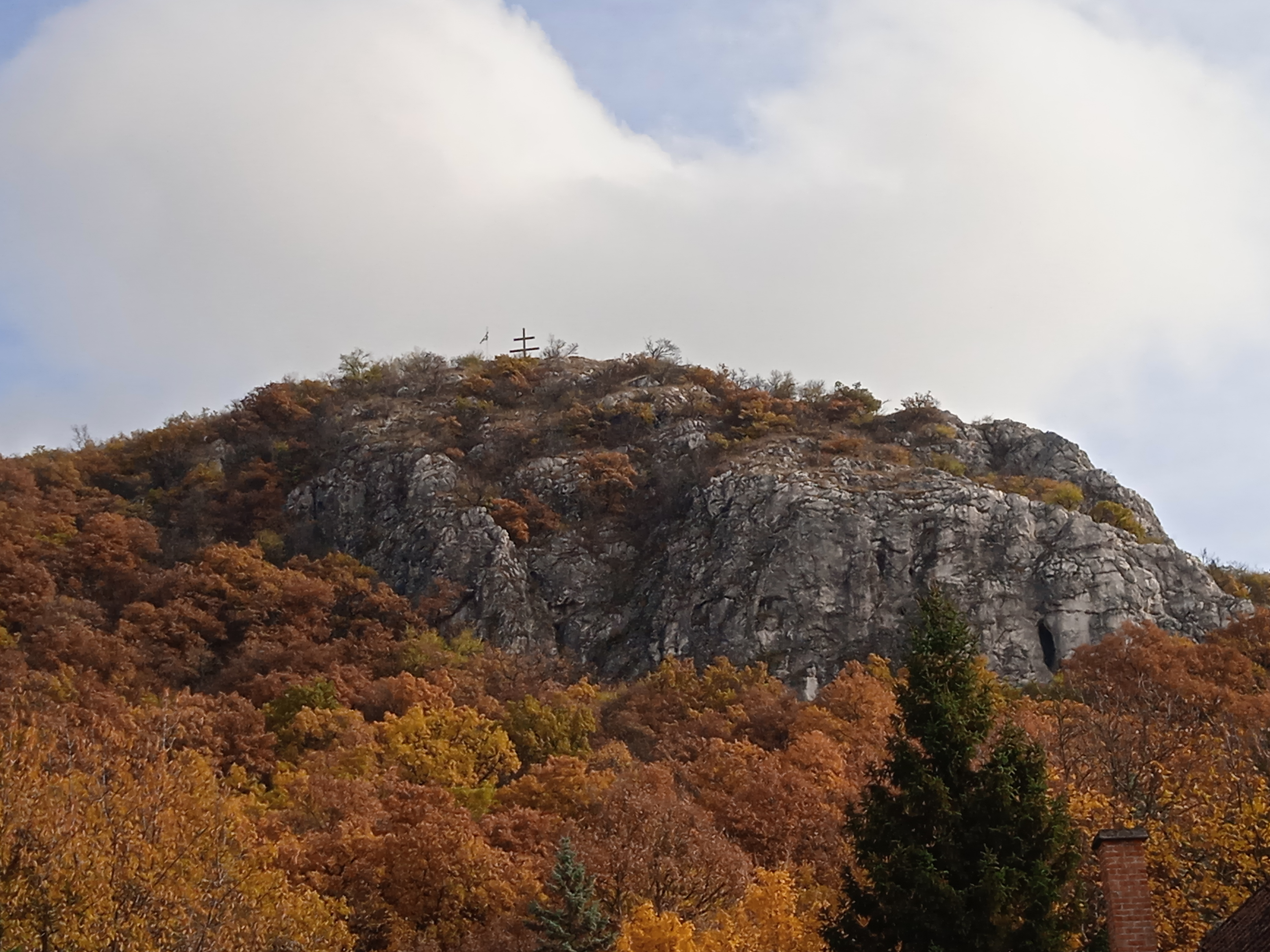
Oszoly-szikla, csúcsán a 2010-ben felállított apostoli kettős kereszt és országzászló

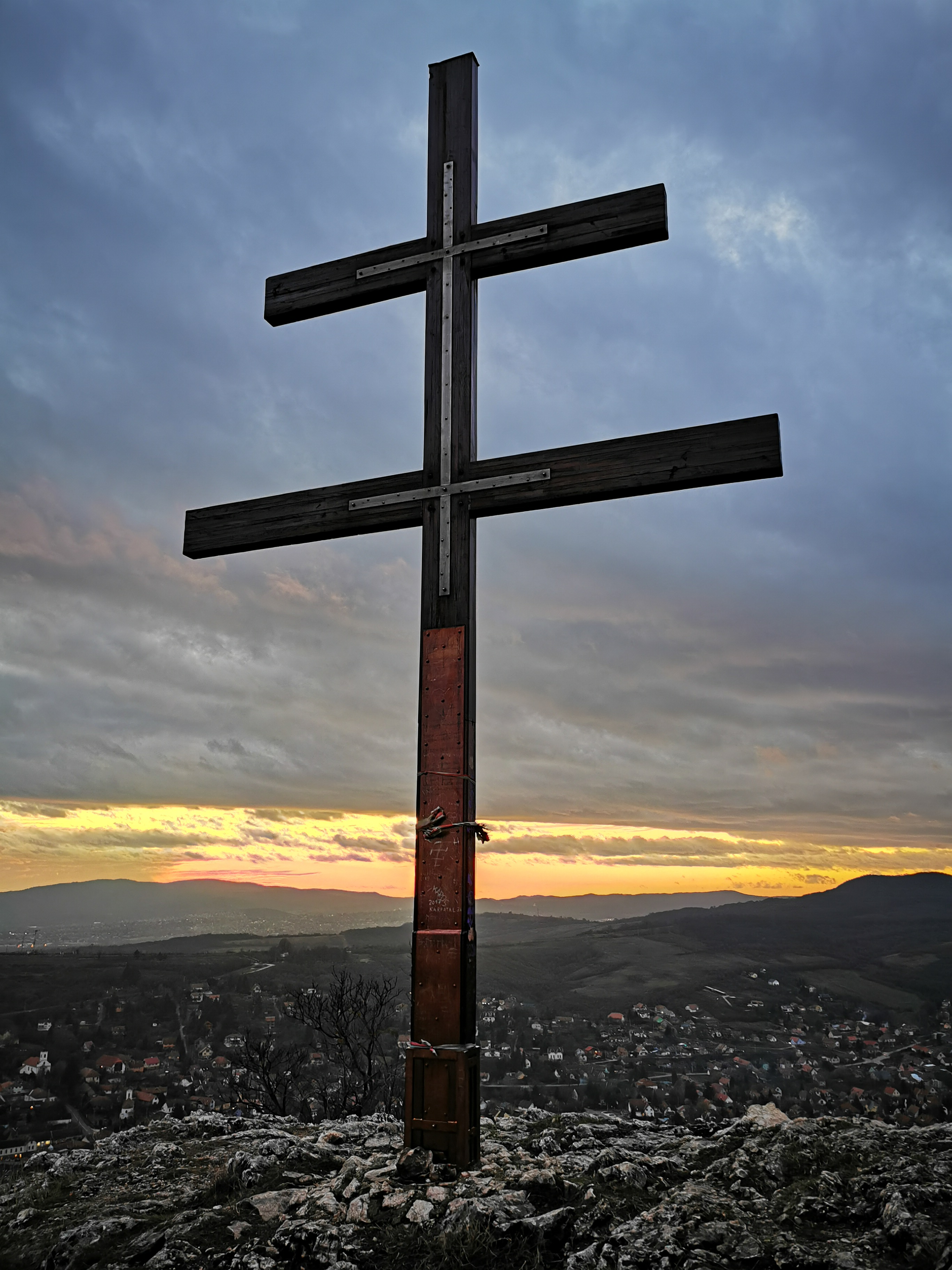
Az Oszoly-tető csúcskeresztje

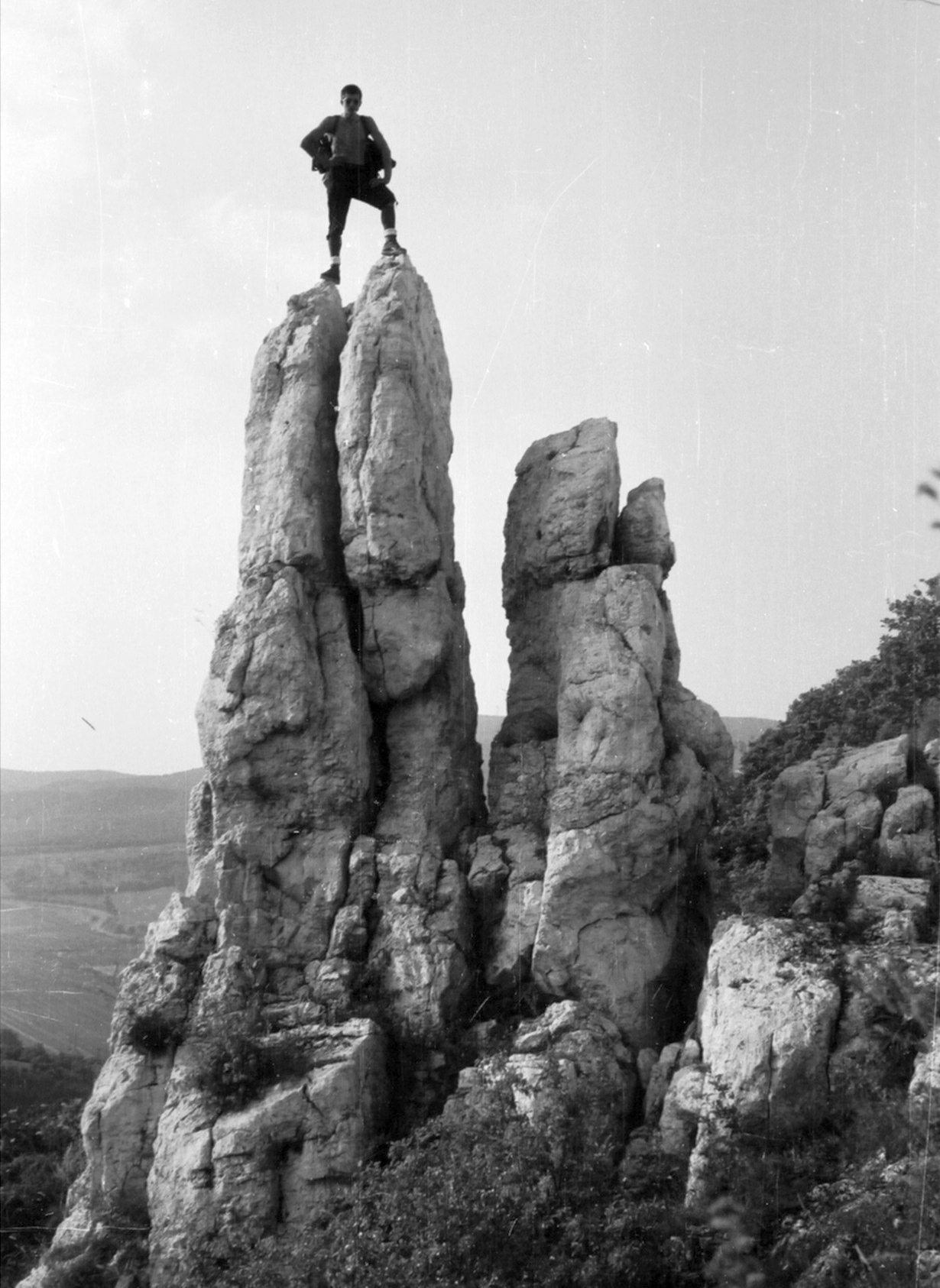
Az Óra-torony szikla 1968-ban, Drimbe József / Fortepan

A 2020-as évek elejére Csobánka egyik legismertebb természeti képződménye, egy kétszáz millió éve keletkezett üledékes mészkőszikla, az Oszoly meredek sziklafala és az Óra-torony szikla, a természetes erózió következtében balesetveszélyessé vált a sportolni és kirándulni vágyók számára. Ezért a Magyar Hegy- és Sportmászó Szövetség a Csobánkai Értékőrző és Községszépítő Egyesület közreműködésével, Csobánka Község Önkormányzata, a Duna-Ipoly Nemzeti Park Igazgatósága, valamint a Pilisi Parkerdő támogatásával civil adománygyűjtést indított. A felhívás alapján számos magánszemély és vállalkozás nyújtott anyagi hozzájárulást. A sziklafalat és az Óra-torony elnevezésű sziklaképződményt bányászati technológiával, az úgynevezett kőzethorgonyzással sikerült megmenteni. Az Oszoly-szirt rendkívül gazdag barlangokban, melyek mindegyike védett és csak külön engedéllyel látogatható. Évmilliók során a mészkőzetet felülről az esővíz, míg alulról a termálvíz oldotta fel. Csobánka környékén mára több kis barlang alakult ki, amelyek gyalogosan elég nehezen megközelíthetők.

### Építmények
- - Szent Gábriel arkangyal szerb ortodox templom
  - Szent Anna római katolikus templom
  - Szent Hubertusz kápolna, a 20. század elején a Margitliget szomszédságában kiépült Szent Hubertusz nyaralótelep használaton kívüli kápolnája[45]
  - Helytörténeti Gyűjtemény, Csobánka, Fő tér 7.[46]
  - Margitligeti kastély - Prohászka Ottokár Élet Háza, a Szociális Missziótársulat magyar alapítású női szerzeteskongregáció tulajdonában van, nem látogatható[47][48][49]
  - Vargha-villa, helyi védett Ybl-villa, melynek kertje helyi jelentőségű természeti védelem alatt áll.
  - Szent-kút vagy St. Maria Bründl, az Esztergom-Budapesti Főegyházmegye területén lévő Mária kegyhely (Segítő Mária-kép)[50] - Csobánkától nyugatra, a Mária-út mentén található forrás (Mária-kutacska) és az ott épült római katolikus erdei kegykápolna, amely egy búcsújáróhely Sarlós Boldogasszony tiszteletére[51][52][53] A kegykápolna általában zárva van, csak búcsúkor vagy különleges alkalmakkor nyitják ki. Mai formáját 1972-ben nyerte el, Kapcsándy Zsigmond OSB plébánossága idején, Józsa Mária és Keresztes Sándor építészek közreműködésével. Gyalog a Szent-kút helyszíne tanösvényen közelíthető meg, amely  a szerb templom előtt elhelyezett „csobánkai templomok” táblától indul és oda érkezik 6 tábla érintésével. Hossza 6 km, a szintkülönbség 220 méter.[54] A Szent-kút és környéke a Duna-Ipoly Nemzeti Park része.[55]

### Barlangok
(Magyarországon valamennyi barlang ex-lege védett természeti érték)
- - 1. borda Átjárós-barlang
  - Csirkés-barlang
  - Csobánkai Huzatos-barlang
  - Csúcs-hegyi Cserepes-barlang
  - Csúcs-hegyi Cső-barlang
  - Delago-barlang
  - Delago-Rókalyuk
  - Delago-odú
  - Denevéres-barlang
  - Dinó-rejtek (Kiss Péter-barlang)[57]
  - Ellipszis-barlang
  - Excelsior-sziklaüreg
  - Háromszög-barlang
  - Háromlyukú-zsomboly
  - Hubertus 1. sz. barlang
  - Hubertus 2. sz. barlang
  - Kétbejáratú-barlang (Csobánka)
  - Kis-Berda-barlang
  - Kis-kevélyi-barlang (Mackó-barlang)
  - Kis-lapos-barlang
  - Kis Tamás-lik
  - Laci-zsomboly
  - Macska-barlang[58][59]
  - Margitligeti-átjáró
  - Margitligeti szirtoldali-barlang
  - Margitliget szirttetői-barlang
  - Margitligeti homokköves-fülke
  - Margitligeti kőrisfa-barlang
  - Margitligeti-kőfülke
  - Negyedhármas-barlang
  - Odúsor
  - Óra-barlang
  - Óra-fali-sziklaodú
  - Oszolyi-hasadék
  - Pados-barlang
  - Pénzes-Csontos-barlang
  - Rózsalugas-átjáró
  - Sunyi-lyuk
  - Szurdok-völgyi Felső-barlang
  - Szurdok-völgyi-víznyelő
  - Tamás-lik
  - Titok-barlang
  - Üveges-barlang
  - Ziribári 2. sz. barlang
  - Ziribári-barlang
  - Zsó-barlang

### Egyéb látnivalók
- - Dera-patak a Pilis leghosszabb vízfolyása[60]
  - Markolt György "Égbekiáltó" című műalkotása. Az emlékművet az 1946-ban kitelepített csobánkai németek tiszteletére avatták, 2011-ben
  - Nemzetiségek életfái emlékpark, Csobánka határában álló nemzetiségek kopjafái: szlovákok, cigányok, magyarok, németek és szerbek
  - Csobánkai tanösvények[61]
    - Erdőszéli ösvény
    - Fehér sziklák ösvény
    - Oszoly ösvény
    - Mackó-barlang ösvény
    - Szent-kúti ösvény

  - Facélia vagy mézontófű (Phacelia tanacetifolia) ültetvény a Csobánka, Pilisvörösvár, Pilisszántó háromszögben[62]
  - Határréti-víztározó, népszerű kiránduló- és horgászhely, egy hét horgászegyesület által alkotott egyesülés fenntartásában. A vízterületen való horgászathoz kizárólag napijegy váltására van lehetőség[63]
  - A Csobánkán fellelt római kori sírkő a Magyar Nemzeti Múzeum római kőtárában, Nemoratta sírköve (MNM 104.1901.), amelynek felirata „A halotti isteneknek! Nemoratta, Speratus lánya, aki 10 évet élt (- - -?) állította a sírkövet az itt nyugvónak.”[64]
  - Csobánkán végzett ásatások során római kori leleteket találtak, ezek közül egy oltárkődarab a katolikus templom előkertjében látható
  - Oszoly-csúcs,[65] csúcskereszt és országzászló, a falu házai fölé emelkedő Oszoly mészkősziklái helyenként a 30 métert is meghaladják[66][67]
  - Oszoly Óra-fal, sziklamászó hely, a természetes erózió következtében életveszélyessé vált mészkőtorony 2022-ben vált  újra biztonságossá a sziklamászók számára[42][68][69][70]
  - Oszoly-szikla Óra-torony, amelyet arról neveztek el, hogy amikor nyugatról süt a nap, a kiugró sziklaszirtek árnyéka, mint egy óriási napóra rúdja vetül rá az Oszoly mészkőfalára.[71]

## Ismert emberek, akik a településhez kötődnek
- Csobánkán született 1843-ban Pivár Ignác, a siketnémák számára Vácott létrehozott intézet, később a Vakok Budapesti Országos Intézetének az igazgatója.
- Prohászka Ottokár püspök alapította a Szociális Missziótársulat szervezésében az első világháború után, a Margitligeti kastély épületében működött "Ottokár" hadiárvaházat.[72]
- Itt született 1953-ban Pistyur Imre Munkácsy Mihály-díjas szobrászművész.[73]
- Itt élt Bajor Nagy Ernő újságíró és felesége, László Margit operaénekesnő.
- Padisák Mihály író, újságíró, a Magyar Rádió volt szerkesztő-riportere, a Miska bácsi levelesládája című műsor vezetője, csobánka díszpolgára[74]
- Dobos Ildikó csobánkai Jászai Mari-díjas színművésznő[75][76]
- Kovács Vanda csobánkai színművésznő.[77]
- Háfra Mari táncos, magyar modell, manöken, fotómodell.[78]

## A település az irodalomban
- Déry Tibor: Niki – Egy kutya története című művének főszereplői eleinte Csobánkán élnek.
- Csobánka az egyik, érintőlegesen említett helyszíne Mattyasovszky Jenő Hód és a rémült kísértet, illetve Hód zsákutcában című bűnügyi regényeinek.

Mint a völgyből fölzengő szelíd

harangszó, úgy cseng 

a neved: Csobánka. 

Pilisvörösvár felé menet 

pillantottam meg, szegény halandó, 

a tündéri völgyet, melyben úgy 

fekszel éppen, mint mély bölcsőben 

a mosolygó kisded, s egyre ámultam 

a szemet-vidító panorámán ... Akár 

az izzó réz, oly vörös volt, oly 

pazarul csillogott a lebukó 

nap fényében az Oszoly, a 

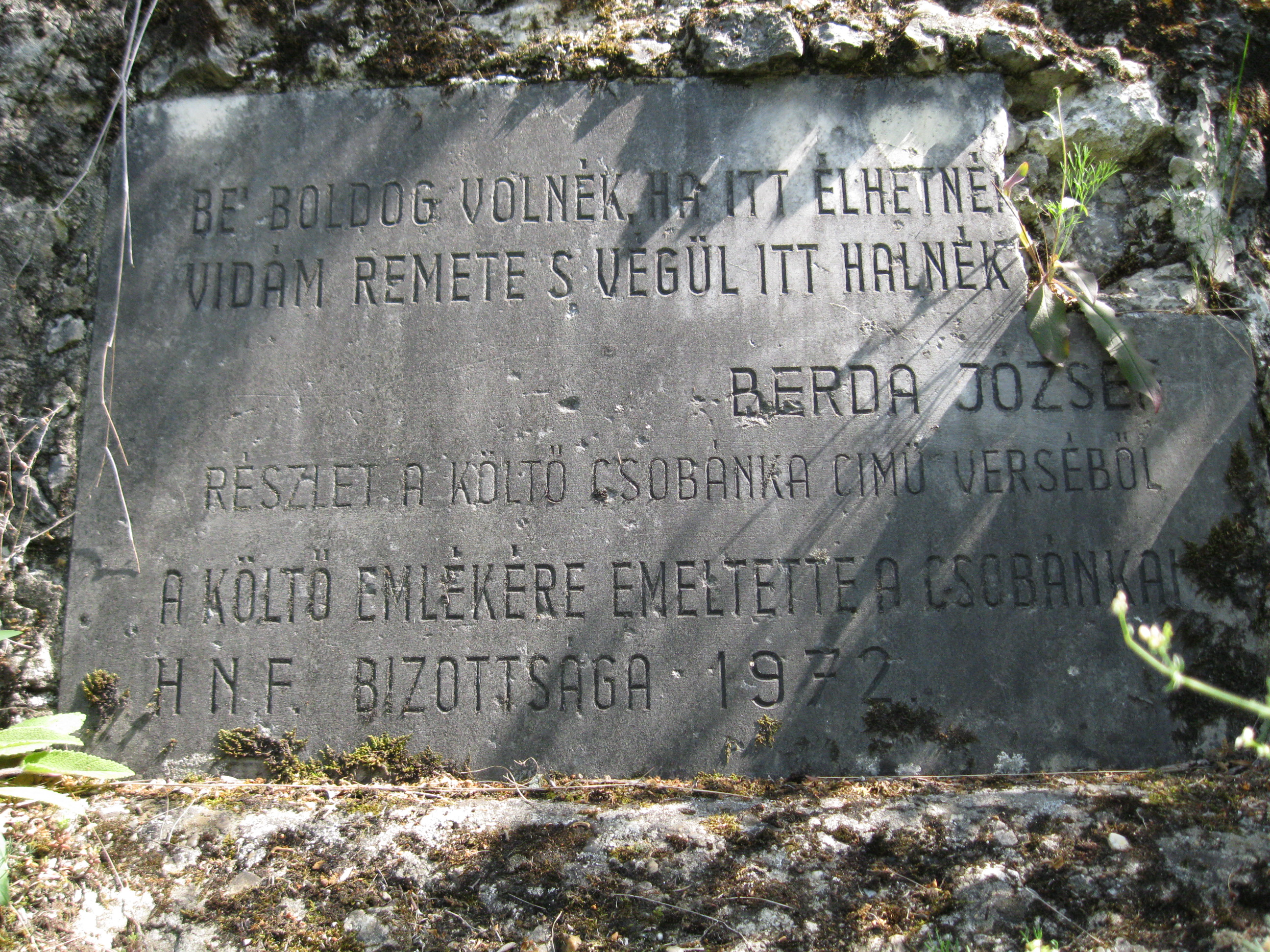
Berda József magyar költő emléktáblája Csobánkán, a Csúcs-hegy oldalában

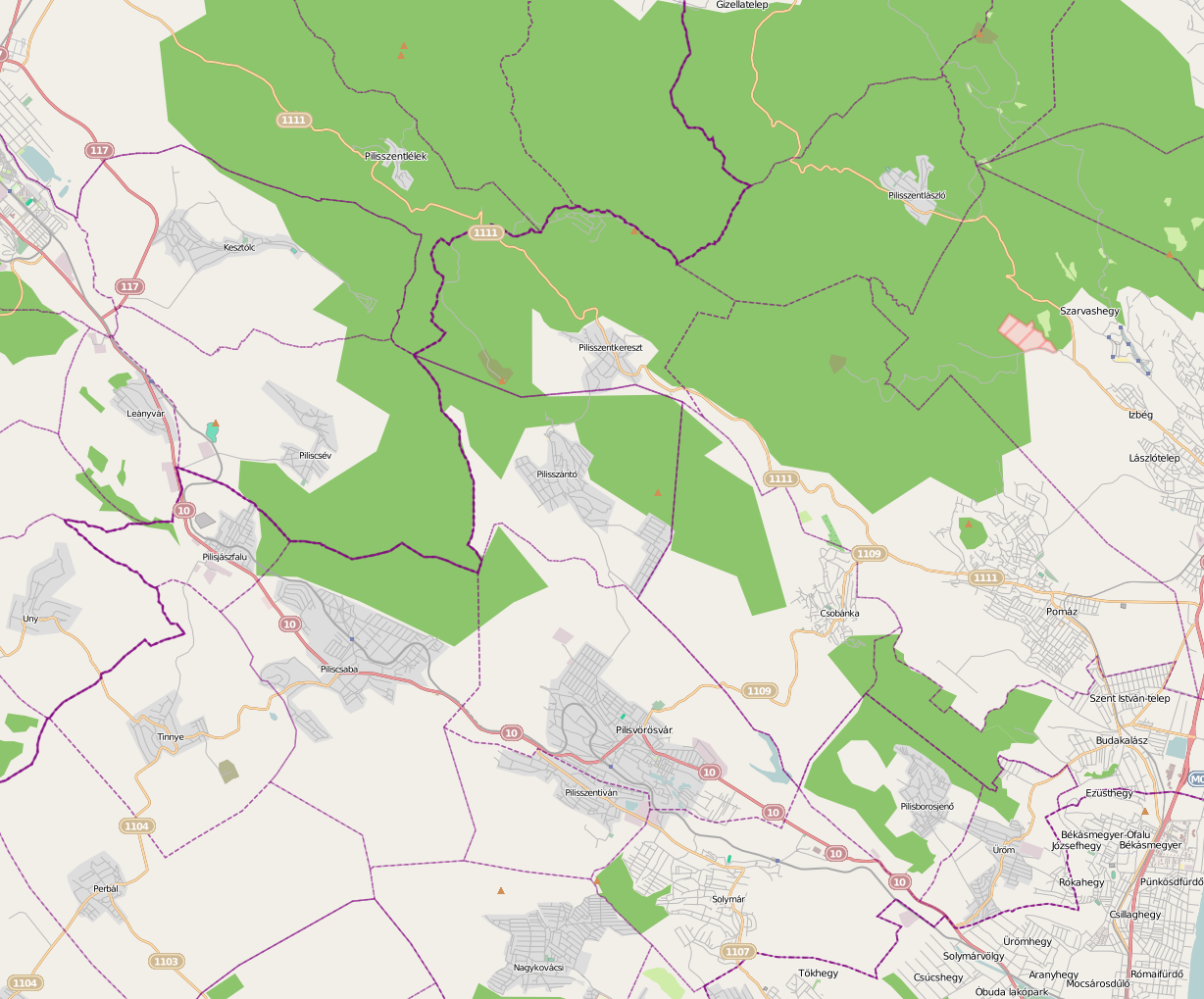
Csobánka környékének térképe, amely az OpenStreetMap projekt adatainak felhasználásával készült

Kiskevély s háttérben a nyakas Csikóvár!